# Joseph Merrick

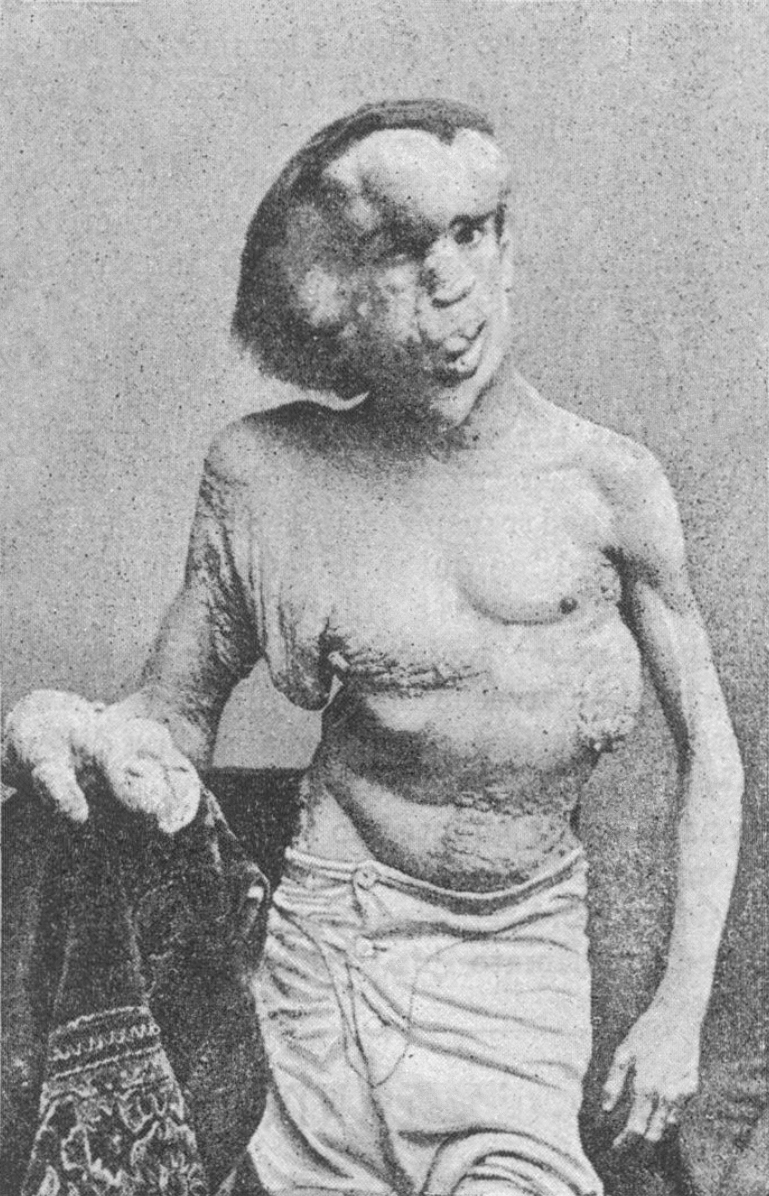
Joseph Merrick, 1889 fotografiert für eine Studie

Joseph Carey Merrick (* 5. August 1862 in Leicester; † 11. April 1890 in London) wurde im Viktorianischen Zeitalter als der Elefantenmensch (englisch „Elephant Man“) bekannt.
Merrick litt unter schweren Deformationen seines Körpers, die seine Gestalt und sein Gesicht völlig entstellten. Er galt im viktorianischen Zeitalter als schlimmstes Beispiel für die krankhafte Deformierung des menschlichen Gesichts.

## Leben
Merricks Missbildungen waren bei seiner Geburt nicht erkennbar, sondern begannen sich ab seinem 21. Lebensmonat zu entwickeln und ab dem 5. Lebensjahr stärker auszubilden. Zunächst besuchte er eine normale Schule. Als seine Mutter Mary Jane Merrick am 19. Mai 1873 an einer Lungenentzündung starb, hinterließ sie neben Joseph seine beiden jüngeren Geschwister William Arthur und Marion Eliza. Sein Vater wechselte den Wohnort und heiratete bald darauf seine Hauswirtin, die eigene Kinder mit in die Ehe brachte und für Joseph wenig Sympathie hegte. Sie nötigte ihren Ehemann dazu, Joseph aus der familiären Umgebung zu verstoßen. Mit der Hilfe seines Onkels Charles Merrick fand Joseph zunächst Arbeit bei Messrs. Freeman’s Cigar Manufacturers, musste diese aber bald wieder aufgeben, da seine rechte Hand zu schwer und unförmig für die Herstellung von Zigarren geworden war. Nach einigen wenig ertragreichen Versuchen als Straßenhändler begab sich Merrick als „Monster“ unter Beteiligung von Tom Norman auf Jahrmärkte.
Im November 1886 befand sich Joseph Merrick in London, wo er die Aufmerksamkeit des Chirurgen Frederick Treves erregte, der ihn untersuchte und hierüber einen Bericht (in welchem er für Merrick den Namen „John Merrick“ einsetzte) verfasste, der später im British Medical Journal veröffentlicht wurde.
Da die Zurschaustellungen immer wieder von den Behörden verboten wurden, reiste Merrick mit seinem Manager nach Belgien, von wo er im Dezember 1886 aus eigenem Antrieb zurückkehrte. Bei der Ankunft in London wurde er überfallen und seiner Ersparnisse von 50 Pfund (entspricht der Kaufkraft von etwa 6000 € im Jahr 2007) beraubt. Als einzige Rettung in dieser verzweifelten Lage verblieb ihm eine Visitenkarte von Treves, den er um Hilfe aufsuchte. Treves gewährte ihm Aufnahme im London Hospital. Merricks Aufenthalt wurde später durch den Joseph-Merrick-Fund finanziert, der mit Spenden von Lesern der London Times erbracht wurde.
Treves beschreibt Merrick als intelligenten, wenn auch kindlich-naiven Menschen mit angenehmem Charakter. Seine Sprache war aber durch seine Missbildung derart beeinträchtigt, dass nur wenige Personen, die regelmäßigen Umgang mit ihm pflegten, ihn zu verstehen in der Lage waren.
Merrick starb überraschend am 11. April 1890. Vormittags war er bei guter körperlicher Verfassung, nachmittags fand man ihn tot auf seinem Bett. Es wird angenommen, dass er einen Schlaganfall oder einen leichten Herzinfarkt erlitt, der ihn zu Fall brachte. Der Tod trat dann durch Erstickung ein.
Joseph Merrick konnte aufgrund einer Kyphoskoliose (Rundrücken und seitliche Wirbelsäulenverkrümmung) nur im Hocken schlafen. Am Todestag wurde Joseph Merrick allerdings in seinem Bett auf dem Rücken liegend aufgefunden, was er normalerweise immer vermieden hatte. Durch seine Deformierungen bestand ansonsten die Gefahr, dass sein recht schwerer Kopf nach hinten in die Schlafunterlage einsinken und dabei die Luftröhre überstrecken und abdrücken würde. Dieses war wohl ursächlich für den Tod – ob nun mit Absicht oder unabsichtlich herbeigeführt, kann man nicht beantworten.

## Gründe der Deformation
Merrick litt unter einer genetischen Störung, die nicht nur enorme Veränderungen der Haut erzeugte, sondern auch die Knochen auftrieb. Auf diese Art waren bei einer Körpergröße von 157 cm der Kopf (Umfang 91 cm), die Arme und die Beine überdimensional vergrößert, lediglich die linke Hand war von der Krankheit nicht betroffen.
Zu Lebzeiten Merricks gingen die Ärzte davon aus, dass er an Elephantiasis litt. 1971 nahm Ashley Montagu an, dass es sich um die Erbkrankheit Neurofibromatose (Von-Recklinghausen-Krankheit) gehandelt haben könnte. 1979 entdeckte Michael Cohen das seltene Proteus-Syndrom, das 1986 als Ursache für Merricks Deformationen identifiziert wurde. Anders als bei der Recklinghausen-Krankheit sind vom Proteus-Syndrom nicht Nervenzellen, sondern Gewebezellen betroffen. Eine DNS-Analyse von Merricks Knochen und Haaren bestätigte im Juli 2003, dass er tatsächlich am Proteus-Syndrom litt. Allerdings fanden sich zusätzlich auch Hinweise auf die Recklinghausen-Krankheit.

## Verleumdungen
Vereinzelt wurde die Vermutung geäußert, dass Merrick Jack the Ripper gewesen sei. Diese Vermutung entbehrt jedoch jeglicher Grundlage und ist gänzlich haltlos: Merrick litt unter starken Bewegungseinschränkungen durch seine Fehlbildungen, er konnte in seiner rechten Hand keinen Gegenstand halten. Die bei den getöteten Menschen durchgeführten, eher feinmotorischen Handlungen hätte er mit den gegebenen Einschränkungen nur schwer und zeitaufwendiger schaffen können. Zudem wäre er durch seine Bewegungen und sein Aussehen zu sehr aufgefallen.

## Rezeption in Literatur und Kunst
Am Beispiel von Merricks Leben wurde und wird in der Kunst häufig das Thema von gesellschaftlichem Außenseitertum und Toleranz aufgegriffen.

### Belletristik
- Félix J. Palma: Die Landkarte der Zeit. Kindler, Hamburg 2010, ISBN 978-3-463-40577-3.
- Bernard Pomerance: Elephant Man. A drama. Heinemann, Oxford 1991, ISBN 0-435-22587-1.
- Alan Moore: From Hell. Tilsner, 2004, ISBN 3-936-06829-1 (ursprünglich erschienen von 1989 bis 1996)

Gaston Leroux hat für seinen Roman Das Phantom der Oper Nachforschungen über Joseph Merrick angestellt.

### Theater
Merricks Leben wurde zur Grundlage einiger Theaterstücke, wobei Bernard Pomerances Stück The Elephant Man von 1977 zum erfolgreichsten und bekanntesten wurde. Das Stück wurde 1979 auf dem Broadway uraufgeführt; Merrick wurde in dieser Inszenierung auch von David Bowie verkörpert. Das Stück wurde zu einem weltweiten Erfolg, Joseph Merrick wurde zu einer wichtigen Rolle für Schauspieler wie Billy Crudup, Bradley Cooper oder Maximilian Osterritter. Für das Theater Dortmund inszenierte Jörg Buttgereit 2013 Der Elefantenmensch mit Uwe Rohbeck in der Titelrolle. Basierend auf der bei Random House Audio erschienenen Hörspielfassung von Klaus Ude, entwickelte die Hamburger Künstlergruppe mediabuehne-unart eine multimediale Bearbeitung als Live-Hörspiel mit Trickfilmprojektionen, die 2015 mit Helmut Krauss uraufgeführt wurde.

### Film
- Der Elefantenmensch, US-amerikanisches Filmdrama aus dem Jahr 1980. Buch und Regie: David Lynch. Trotz desselben Titels basiert der Film nicht auf Pomerances Theaterstück.
- From Hell, Verfilmung von Alan Moores gleichnamiger Graphic Novel aus dem Jahr 2001. Regie führten Albert und Allen Hughes. Wie in der literarischen Vorlage spielt Merrick (dargestellt von Anthony Parker) in der Geschichte nur eine sehr kleine Rolle.

### Fernsehen
- The Elephant Man, US-amerikanischer Fernsehfilm aus dem Jahr 1982 und Adaption von Pomerances gleichnamigem Theaterstück. Regie führte Jack Hofsiss.

### Musik
- Laurent Petitgirard: Joseph Merrick dit Elephant Man. Oper in vier Akten. Le Chant du Monde, Paris 2004 (2 CDs).